# Chanac-les-Mines
Chanac-les-Mines – miejscowość i gmina we Francji, w regionie Nowa Akwitania, w departamencie Corrèze.
Według danych na rok 1990 gminę zamieszkiwało 511 osób, a gęstość zaludnienia wynosiła 39 osób/km² (wśród 747 gmin Limousin Chanac-les-Mines plasuje się na 254. miejscu pod względem liczby ludności, natomiast pod względem powierzchni na miejscu 492.).

## Populacja

Populacja Chanac-les-Mines w latach 1962–2008